# Andrej Pernecký
Andrej Pernecký (* 16. března 1991 v Bratislavě) je slovenský fotbalový brankář v současnosti působící v DAC 1904 Dunajská Streda.

## Klubová kariéra
Před příchodem do Žižkova hrával za kluby: ASK Inter Bratislava, Southampton FC, AEL Limassol, ŠKF Sereď. V roce 2005 přestoupil z Interu jako dorostenec do anglického Southampton FC, kde absolvoval mládežnickou akademii. Po skončení smlouvy v roce 2010 přestoupil do kyperského AEL Limassol, odkud však po půl roce odešel po zranění kolena. Na začátku sezóny 2011–2012 podepsal jednoletou smlouvu s třetiligovým slovenským klubem ŠKF Sereď. Po skončení smlouvy v Seredi dostal nabídku od českého druholigového klubu FK Viktoria Žižkov, kde podepsal smlouvu do konce sezóny 2012–2013. Před následujícím ročníkem se vrátil na Slovensko a podepsal smlouvu v FK DAC Dunajská Streda.